# Jaqma
Jaqma  (in arabo جاقمة‎?) è un centro abitato e comune rurale del Marocco situato nella provincia di Berrechid, regione di Casablanca-Settat. Conta una popolazione di 10 306 abitanti (censimento 2014).